# Вишера (приток Малого Волховца)
Ви́шера — река в Новгородской области, впадает в правый рукав Волхова — Малый Волховец в районе деревни Сперанская Мыза. В начале XX века была судоходна на протяжении 8 вёрст от устья до Вишерского канала.
Длина реки — 64 км, площадь водосборного бассейна — 1100 км². Цвет в воды в реке ярко-коричневый, так как источником водосбора для реки являются торфяные болота. Высота устья — 18,1 м над уровнем моря. Высота истока — 33 м над уровнем моря.

## Название
Точное происхождение гидронима, который встречается ещё в трёх местах европейской части России: Вишера (приток Вычегды), Вишера (приток Камы) и Вишерка (приток Колвы), неизвестно, имеется ряд гипотез. Так, А. С. Кривощёкова-Гантман полагает, что все названия произошли от самой западной Вишеры, а в основе гидронима — древнерусский летописный этноним весь. Южной границей территории обитания племени весь была волховская Вишера, название которой состоит из весь и сара — река племени весь. Вепсскому речному термину (вепс. сара) родственны саам. сурр и коми сер. Гидроним Вишера — результат последующих приспособлений. Форму весь — сара изменили в Вишера новгородцы, а восточная локализация гидронима совпадает с их древним путём передвижения за Урал.

## География
Образуется в результате слияния рек Малой Вишерки и Большой Вишеры в Маловишерском районе у границы с Новгородским районом. В Новгородском районе на реке расположен ряд деревень: Радоча, Посад, Мытно, Рушиново, Марково, Лахново, Чубуковицы, Волынь, Волынка, Губарёво, Савино, Радиваново (Радионово) и Сперанская Мыза.
В районе деревни Савино Вишера соединена с Мстой Вишерским каналом, с противоположной стороны в километре ниже по течению в реку впадает правый приток — Тюльков ручей. Выше по течению от деревни Губарёво (в 10 км от устья) в Вишеру впадает её правый приток — река Сосница, напротив деревни Чубуковицы в реку впадает ручей Гремач, выше по течению от деревни Мытно — Лопатинский ручей, а ниже деревни Марково — Запольский ручей (три ручья — левые притоки).
В Савино есть мост через Вишеру на автодороге в Дубровку, в Волынке — мост на федеральной автомагистрали «Россия» (М10, E 105 Москва — Санкт-Петербург, участок — «объезд Великого Новгорода»), в Мытно — мост на автодороге Новоселицы (М10) — Папортно (Р53), также есть мост между деревнями Марково и Рушиново.
Неподалёку от устья, ниже по течению деревни Савино, на левом берегу Вишеры, сохранились участки дубового леса — памятник природы «Савинские дубравы». Ранее здесь действовал Савво-Вишерский монастырь (закрыт в 1930-е годы). В районе деревни Волынь и реки Сосницы находится памятник природы «Волынские дубравы».

## Данные водного реестра
По данным государственного водного реестра России, относится к Балтийскому бассейновому округу речного бассейна реки Невы (включая бассейны рек Онежского и Ладожского озера), речной подбассейн реки — Волхов, водохозяйственный участок реки — Волхов.